# 대한민국 민법 제303조
대한민국 민법 제312조는 전세권의 내용에 대한 민법 물권법 전세권 조문이다. 1984.4.10에 개정되었다.

## 조문
제303조(전세권의 내용) ① 전세권자는 전세금을 지급하고 타인의 부동산을 점유하여 그 부동산의 용도에 좇아 사용·수익하며, 그 부동산 전부에 대하여 후순위권리자 기타 채권자보다 전세금의 우선변제를 받을 권리가 있다.
②농경지는 전세권의 목적으로 하지 못한다.

第303條(傳貰權의 內容) ① 傳貰權者는 傳貰金을 支給하고 他人의 不動産을 占有하여 그 不動産의 用途에 좇아 사용·收益하며, 그 不動産 全部에 대하여 後順位權利者 기타 債權者보다 傳貰金의 優先辨濟를 받을 權利가 있다.
②農耕地는 傳貰權의 目的으로 하지 못한다.

## 사례
을은 甲소유의 주택을 전세보증금 5억원에 계약기간 1년으로 전세로 임차하여 입주와 주민등록전입신고를 마치고 확정일자까지 받아 두었다.

## 판례
- 기존의 채권으로 전세금 지급에 갈음할 수 있다[2]
- 채권자, 채무자 및 제3자의 합의로 전세권 등 담보권의 명의를 제3자로 하는 것이 가능하다[3]

### 채권담보의 목적으로 설정된 전세권의 효력
- 전세권의 용익물권적 성격과 담보물권적 성격을 겸비하고 있다는 점 및 목적물의 인도는 전세권의 성립요건이 아닌 점 등에 비추어 볼 때, 당사자가 주로 채권담보의 목적으로 전세권을 설정하였고, 그 설정과 동시에 목적물을 인도하지 아니한 경우라 하더라도, 장차 전세권자가 목적물을 사용, 수익하는 것을 완전히 배제하는 것이 아니라면, 그 전세권의 효력을 부인할 수는 없다[4]

## 참고 문헌
- 오현수, 일본민법, 진원사, 2014. ISBN 978-89-6346-345-2
- 오세경, 대법전, 법전출판사 , 2014 ISBN 978-89-262-1027-7
- 이준현 , LOGOS 민법 조문판례집, 미래가치, 2015. ISBN 979-1-155-02086-9

## 같이 보기
- 대한민국 민법 제99조 부동산
- 대한민국 민법 제192조 점유
- 전세권
- 전세권설정등기